# Kailali (dystrykt)

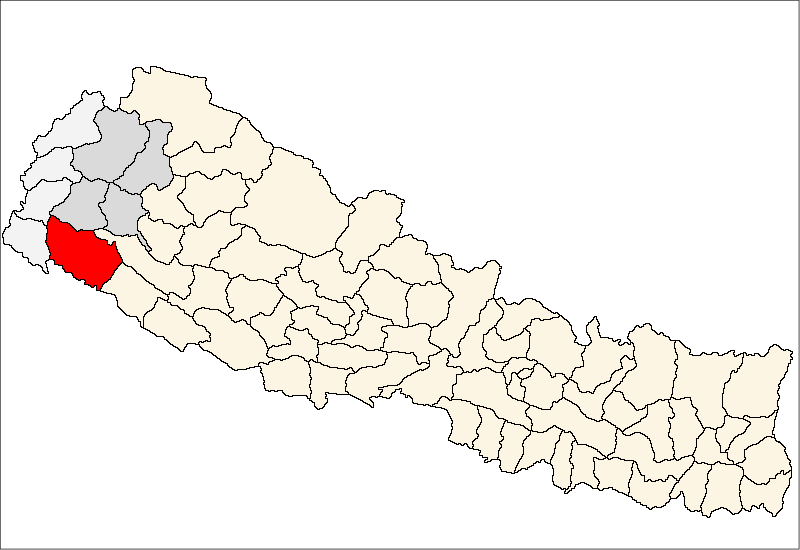
Dystrykt Kailali

Dystrykt Kailali (nep. कैलाली) – jeden z siedemdziesięciu pięciu dystryktów Nepalu. Leży w strefie Seti. Dystrykt ten zajmuje powierzchnię 3235 km², w 2001 r. zamieszkiwało go 616 697 ludzi. Stolicą jest Dhangadhi.